# Alberto Valentim
Alberto Valentim do Carmo Neto, noto come Alberto (Oliveira, 22 marzo 1975), è un allenatore di calcio ed ex calciatore brasiliano, di ruolo centrocampista, tecnico dell'América-MG.

## Carriera
Inizia la sua carriera in Brasile con il Guarani. In seguito trascorre 4 stagioni nell'Atlético Paranaense, inframezzate dai prestiti al San Paolo e al Flamengo.
Nel 1999 viene portato in Italia dal dg dell'Udinese Pierpaolo Marino. Nel settembre 2000, insieme al connazionale Warley, furono trovati ad usare un falso passaporto portoghese da funzionari polacchi mentre si dirigevano in Polonia per la partita di Coppa Uefa contro la Polonia Varsavia. In seguito ad un'indagine della polizia italiana, si scoprì che altri suoi 2 compagni di squadra, vale a dire Jorginho Paulista e Alejandro Da Silva, usavano un passaporto falso. Proprio perché la Serie A limitava la presenza in rosa di soli 5 calciatori extra-comunitari e 3 in schierati ogni partita, un passaporto falso poteva aumentare le loro possibilità di firmare un contratto con un club italiano. Tuttavia, quella stagione Alberto giocò 27 partite di campionato e segnò 2 gol, poiché il sistema delle quote fu abolito a metà stagione.
Nel giugno 2001 Alberto viene squalificato insieme a una dozzina di altri giocatori (tra cui 3 compagni di squadra): 10 tra gli squalificati, tra cui Alberto, per un anno, e 3 giocatori giovanili per 6 mesi. Nonostante la squalifica, gli viene permesso di rimanere in Italia. Il divieto è stato successivamente ridotto. Il 14 aprile 2002, ha giocato la sua prima partita di campionato dopo la squalifica, ma è stato sostituito da Siyabonga Nomvethe alla fine del primo tempo, nella sconfitta per 0-1 contro il Verona.
Rimane ad Udine fino al 2004, quando viene mandato in prestito per sei mesi al Siena, che alla fine della stagione 2004-2005 acquista l'intero cartellino.
Nel 2008 si ritrova senza contratto e viene acquistato dall'Atlético Paranaense, con cui conclude la carriera da calciatore nel 2009.
Dal 2012 fa parte dello staff tecnico dell'Atlético Paranaense.

## Statistiche

### Presenze e reti nei club
| Stagione                   | Squadra                    | Campionato                 | Campionato | Campionato | Coppe nazionali | Coppe nazionali | Coppe nazionali | Coppe continentali | Coppe continentali | Coppe continentali | Altre coppe | Altre coppe | Altre coppe | Totale | Totale |
| Stagione                   | Squadra                    | Comp                       | Pres       | Reti       | Comp            | Pres            | Reti            | Comp               | Pres               | Reti               | Comp        | Pres        | Reti        | Pres   | Reti   |
| -------------------------- | -------------------------- | -------------------------- | ---------- | ---------- | --------------- | --------------- | --------------- | ------------------ | ------------------ | ------------------ | ----------- | ----------- | ----------- | ------ | ------ |
| 1995                       | Guarani                    | A                          | 4          | 0          | -               | -               | -               | -                  | -                  | -                  | -           | -           | -           | 4      | 0      |
| 1996                       | Atlético Paranaense        | A                          | 21         | 0          | -               | -               | -               | -                  | -                  | -                  | -           | -           | -           | 21     | 0      |
| 1997                       | San Paolo                  | -                          | -          | -          | CB              | 3               | 0               | -                  | -                  | -                  | -           | -           | -           | 3      | 0      |
| 1997                       | Atlético Paranaense        | A                          | 22         | 0          | -               | -               | -               | -                  | -                  | -                  | -           | -           | -           | 22     | 0      |
| 1998                       | Flamengo                   | -                          | -          | -          | CB              | 3               | 0               | -                  | -                  | -                  | -           | -           | -           | 3      | 0      |
| 1998                       | Atlético Paranaense        | A                          | 12         | 0          | -               | -               | -               | -                  | -                  | -                  | -           | -           | -           | 12     | 0      |
| 1999                       | Atlético Paranaense        | A                          | 18         | 0          | CB              | 5               | 0               | -                  | -                  | -                  | -           | -           | -           | 23     | 0      |
| 1999-2000                  | Udinese                    | A                          | 14         | 0          | -               | -               | -               | CU                 | 2                  | 0                  | -           | -           | -           | 16     | 0      |
| 2000-2001                  | Udinese                    | A                          | 27         | 2          | CI              | 3               | 0               | Int                | 2                  | 0                  | -           | -           | -           | 32     | 2      |
| 2001-2002                  | Udinese                    | A                          | 1          | 0          | -               | -               | -               | -                  | -                  | -                  | -           | -           | -           | 1      | 0      |
| 2002-2003                  | Udinese                    | A                          | 21         | 1          | -               | -               | -               | -                  | -                  | -                  | -           | -           | -           | 21     | 1      |
| 2003-2004                  | Udinese                    | A                          | 21         | 0          | CI              | 4               | 0               | -                  | -                  | -                  | -           | -           | -           | 25     | 0      |
| 2004-gen. 2005             | Udinese                    | A                          | 2          | 0          | CI              | 1               | 0               | CU                 | 1                  | 1                  | -           | -           | -           | 4      | 1      |
| Totale Udinese             | Totale Udinese             | Totale Udinese             | 86         | 3          |                 | 8               | 0               |                    | 5                  | 1                  |             |             |             | 99     | 4      |
| gen.-giu. 2005             | Siena                      | A                          | 15         | 0          | -               | -               | -               | -                  | -                  | -                  | -           | -           | -           | 15     | 0      |
| 2005-2006                  | Siena                      | A                          | 31         | 0          | CI              | 2               | 0               | -                  | -                  | -                  | -           | -           | -           | 33     | 0      |
| 2006-2007                  | Siena                      | A                          | 16         | 0          | CI              | 1               | 0               | -                  | -                  | -                  | -           | -           | -           | 17     | 0      |
| 2007-2008                  | Siena                      | A                          | 15         | 0          | CI              | 1               | 0               | -                  | -                  | -                  | -           | -           | -           | 16     | 1      |
| Totale Siena               | Totale Siena               | Totale Siena               | 77         | 0          |                 | 4               | 0               |                    |                    |                    |             |             |             | 81     | 0      |
| 2008                       | Atlético Paranaense        | A                          | 7          | 0          | -               | -               | -               | -                  | -                  | -                  | -           | -           | -           | 7      | 0      |
| 2009                       | Atlético Paranaense        | A                          | 1          | 0          | -               | -               | -               | -                  | -                  | -                  | -           | -           | -           | 1      | 0      |
| Totale Atlético Paranaense | Totale Atlético Paranaense | Totale Atlético Paranaense | 81         | 0          |                 | 5               | 0               |                    |                    |                    |             |             |             | 86     | 0      |
| Totale carriera            | Totale carriera            | Totale carriera            | 254        | 3          |                 | 23              | 0               |                    | 5                  | 1                  |             |             |             | 282    | 4      |

## Palmarès

### Allenatore

#### Competizioni statali
- Campionato Carioca: 1

Botafogo: 2018
- Campionato Mato-Grossense: 1

Cuiabá: 2021

#### Competizioni internazionali
- Coppa Sudamericana: 1

Atletico Paranaense: 2021